# Liste der Kreisstraßen im Landkreis Aichach-Friedberg
Die Liste der Kreisstraßen im Landkreis Aichach-Friedberg ist eine Auflistung der Kreisstraßen im bayerischen Landkreis Aichach-Friedberg mit deren Verlauf.

## Abkürzungen
- A: Kreisstraße im Landkreis Augsburg
- AIC: Kreisstraße im Landkreis Aichach-Friedberg
- As: Kreisstraße in Augsburg
- DAH: Kreisstraße im Landkreis Dachau
- DON: Kreisstraße im Landkreis Donau-Ries
- FFB: Kreisstraße im Landkreis Fürstenfeldbruck
- LL: Kreisstraße im Landsberg am Lech
- ND: Kreisstraße im Landkreis Neuburg-Schrobenhausen
- St: Staatsstraße in Bayern

## Liste
Nicht vorhandene bzw. nicht nachgewiesene Kreisstraßen werden in Kursivdruck gekennzeichnet, ebenso Straßen und Straßenabschnitte, die unabhängig vom Grund (Herabstufung zu einer Gemeindestraße oder Höherstufung) keine Kreisstraßen mehr sind.
Der Straßenverlauf wird in der Regel von Nord nach Süd und von West nach Ost angegeben.
| Nr. AIC | Verlauf |
| ------- | --- |
| AIC 1   | St 2045 in Pöttmes – Schönau – Inchenhofen – AIC 7 – AIC 4 – Walchshofen – AIC 5 – St 2047 in Oberbernbach                                                                                      |
| AIC 2   | St 2047 in Aichach – Untergriesbach – Allenberg – Höfarten – AIC 3 – Landkreisgrenze – (DAH 8 im Landkreis Dachau)                                                                              |
| AIC 3   | (ND 5 im Landkreis Neuburg-Schrobenhausen) – Landkreisgrenze – Schiltberg – AIC 7 – Höfarten – AIC 2 – Gundertshausen – Aufhausen – Holzhausen – Landkreisgrenze – (DAH 18 im Landkreis Dachau) |
| AIC 4   | St 2035 – Haunswies – Igenhausen – Schönbach – Hollenbach – Motzenhofen – St 2047 – AIC 1 |
| AIC 5   | (ND 3 im Landkreis Neuburg-Schrobenhausen) – Landkreisgrenze – Unterbernbach – AIC 7 – Radersdorf – AIC 1 in Walchshofen                                                                        |
| AIC 7   | AIC 1 in Inchenhofen – Radersdorf – AIC 5 – Paar – Kühbach (– Abzweig zur /St 2084) – Rapperzell – AIC 3 in Schiltberg                                                                          |
| AIC 8   | AIC 9 – Sand – St 2381 – Todtenweis – Aindling – AIC 9 – Appertshausen – Petersdorf – Alsmoos – St 2047                                                                                         |
| AIC 9   | (A 9 im Landkreis Augsburg) – Landkreisgrenze – AIC 8 – Sankt Stephan – Oberach – St 2381 – Rehling – Allmering – AIC 8 in Aindling                                                             |
| AIC 10  | St 2051 in Friedberg – Paar – Harthausen – AIC 21 – Dasing – AIC 20 – Taiting – Obergriesbach – Sulzbach –                                                                                      |
| AIC 11  | St 2051 – Habermühl – Rohrbach – St 2379 in Bachern |
| AIC 12  | St 2379 in Ottmaring – Kissing – St 2052 – Mering – Unterbergen – Landkreisgrenze – (LL 7 im Landkreis Landsberg am Lech)                                                                       |
| AIC 13  | St 2051 in Hergertswiesen – Ganswies – Landkreisgrenze – (DAH 7 im Landkreis Dachau) |
| AIC 14  | St 2052 – AIC 15 – Landkreisgrenze – (FFB 4 im Landkreis Fürstenfeldbruck) |
| AIC 15  | St 2052 in Ried – AIC 14 – Baindlkirch |
| AIC 16  | St 2379 in Bachern – Asbach – Holzburg – Eismannsberg – Burgstall – Landkreisgrenze – (Landkreis Dachau)                                                                                        |
| AIC 17  | AIC 12 in Unterbergen – Schmiechen – St 2052 |
| AIC 18  | St 2052 – Steindorf – Eresried – Landkreisgrenze – (FFB 13 im Landkreis Fürstenfeldbruck) |
| AIC 19  | (As 2 in Augsburg) – Landkreisgrenze – AIC 25 in Friedberg |
| AIC 20  | AIC 10 in Dasing – Laimering – AIC 29 – Rieden |
| AIC 21  | AIC 10 in Dasing – Wessiszell – Tattenhausen – Zieglbach – AIC 32 – AIC 22 in Weinsbach |
| AIC 22  | St 2051 – Landmannsdorf – Weinsbach – AIC 21 – Burgadelzhausen – St 2338 |
| AIC 23  | (As 1 in Augsburg) – Landkreisgrenze – AIC 25 – Stätzling – Haberskirch – Unterzell – |
| AIC 24  | (As 3 in Augsburg) – Landkreisgrenze – AIC 25 |
| AIC 25  | St 2035 in Bergen – Derching – AIC 24 – AIC 23 – AIC 19 – in Friedberg |
| AIC 26  | St 2381 – Anwalting – Gebenhofen – St 2035 in Affing |
| AIC 27  | (DON 30 im Landkreis Donau-Ries) – Landkreisgrenze – Reicherstein – AIC 28 – St 2045 in Kühnhausen                                                                                              |
| AIC 28  | AIC 27 in Reicherstein – Echsheim – St 2045 in Wiesenbach |
| AIC 29  | AIC 20 in Laimering – Sielenbach – St 2338 – Landkreisgrenze – (DAH 18 im Landkreis Dachau) |
| AIC 30  | – Unterwittelsbach – St 2047 in Aichach |
| AIC 31  | (A 26 im Landkreis Augsburg) – Landkreisgrenze – St 2047 |
| AIC 32  | AIC 21 – St 2338 in Adelzhausen |